# Josef Kolmaš
Josef Kolmaš (Těmice (Vysočina), 6 augustus 1933 - 9 februari 2021) was een vooraanstaand Tsjechisch sinoloog en tibetoloog.

## Studie
Hij studeerde af aan de Karelsuniversiteit Praag in 1957. Vervolgens vertrok hij voor een postdoctorale studie van twee jaar naar Peking en was hij er de enige buitenlandse student die Tibetaans en Tibetaanse literatuur studeerde. Hij slaagde erin, een complete Tibetaans boeddhistische canon mee naar Praag terug te nemen.

## Werk
Gedurende tientallen jaren was hij onderzoeker voor de Tsjecho-Slowaakse Academie van Wetenschappen. Vervolgens was hij van 1994 tot 2002 wetenschapper aan de Tsjechische Academie van Wetenschappen.
Hij liet een groot scala aan vertalingen en onderzoekswerk na over Sino-Tibetaanse betrekkingen en de geschiedenis van Tibet, zoals een synopsis van ambans in Tibet sinds 1727.